# Gordana Vlajić
Gordana Vlajić (Pančevo, 1959) srpska je književnica. Piše za decu i odrasle. Članica je Udruženja književnka Srbije, Društva književnika Vojvodine, Udruženja „Adligat”, Mense i NUNS-a.

## Biografija
Rođena je 3. aprila 1959. godine u Pančevu. Diplomirala je na Fakultetu političkih nauka u Beogradu, smer novinarski i specijalizirala Odnose sa javnošću pri JIN institutu, u klasi prof. Van der Maidena (Utreht, Holandija).
Dela su joj prevođena na poljski, engleski, makedonski, mađarski, arapski, portugalski, francuski, rumunski, izraelski i slovenački jezik. Član je Udruženja književnka Srbije, Društva književnika Vojvodine, Udruženja „Adligat”, Mense i NUNS-a. Programska je urednica Matice iseljenika i Srba u regionu i urednica poezije u izdavačkoj kući ARTE iz Beograda.
Sa Prof. dr Gordanom Pešaković i novinarkom Tanjom Šikić, inicijatorka je projekta ”Beogradski čitač” koji afirmiše čitanje i književnost. Skulpture mladih beogradskih vajara do sada su postavljene u Beogradu (Čubruski park), Pančevu (Gradska biblioteka) i Kaselberiju(Gradski park, Orlando).
Pokretač je i urednica dečjeg časopisa ”Ekopedija”, koji se bavi očuvanjem životne sredine.

## Knjige poezije
- Krivo mi je, IK ARTE (Beograd), prvo izdanje 2005.
- Izložba reči, IK ARTE (Beograd) i Gryning (Stokholm), prvo izdanje 2008. Prevod na švedski: Adolf Dal, šef katedre za slavistiku na Univerzitetu u Upsali (prevodio je dela Miroslava Krleže, Aleksandra Tišme, Dragoslava Mihajlovića i Danila Kiša)
- A, da stvarno odemo na kafu?, IK ARTE (Beograd), sa još troje pesnika, 2010.
- Usud, IK ARTE (Beograd) i UKS, 2018.

## Knjige proze
- Roaming, prvi roman napisan u SMS dijaloškoj formi, pod pseudonimom, Mono i Manjana, 2007.[6]
- Raščupane muškatle, zbirka kratkih priča, IK ARTE (Beograd), 2009.
- Baba Budimka i čuvar gumenog zamka, IK ARTE (Beograd) i Dobar naslov (Beograd), 2012.

## Knjige za decu
- Moja mama najlepše kuva, Sana (Sremski Karlovci), 1998.
- Mama, je l' sutra opet ideš na posao?, IK ARTE (Beograd), 2000.
- Zaistinska srpska bajka[7], Klett (Beograd), 2015.
- Slovarica, prirode čuvarica, Amarant (Pančevo), 2016.
- Šarena lica mojih ulica, Amarant (Pančevo), 2017.
- ZEDSI, hibridni roman za tinejdžere, mlađe i starije, Pčelica (Čačak), 2019.

## Nagrade i priznanja
- Prva nagrada za poeziju na Konkursu Kulturno prosvetne zajednice Vojvodine, 1980.
- Prvi Srpski pasoš od vlade RS kao jedna od 204 zaslužnih građana Srbije, 2007.
- Zlatna značka za doprinos kulturi Srbije, 2008.
- Srebrni orden Udruženja Kraljevina Srbija za očuvanje srpske tradicije, 2013.
- "Najbolje iz Banata", nagrada za književnost, 2013.
- Svetosavsko bagodarje UKS-a, za poseban doprinos kulturi, 2015.
- “Krčedinče”, nagrada na Međunarodnoj umtničkoj koloniji u Krčedinu, za najbolju dečju knjigu, 2016.
- Povelja ”Sima Cucić” za knjigu ”Zaistinska srpska bajka”, 2016.
- Više nacionalnih priznanja u oblasti zaštite životne sredine